# Prince of Persia: The Two Thrones
Prince of Persia: The Two Thrones (Princ z Persie: Dva trůny) je šesté pokračování počítačové hry Prince of Persia a zároveň poslední (třetí) díl trilogie příběhu o Píscích času. Hra byla vydána v roce 2005 francouzskou vývojářskou firmou Ubisoft a navazuje na předchozí dva díly prince (Sands of Time, Warrior Within). Původní název hry měl být Prince of Persia: Kindred Blades. Předělávka této hry vyšla také na platformách PSP a Wii pod názvem Rival Swords.

## Příběh
Příběh navazuje na konec předchozího dílu prince (Warrior Within), kdy princ porazí Dahaku a společně s Kaileenou se na lodi vrací do Babylónu. Po cestě princ zahazuje Amulet času od Farah (se kterou se vlastně nikdy nesetkal). Najednou začnou na loď dopadat ohnivé šípy a poté je loď poslána ke dnu ohnivou střelou z katapultu. Princ se vyplaví na břehu moře, rodné město je ve válce a Kaileena je zajata. Časem princ zjistí, že za všechno může vezír, který je kvůli tomu, že Písky času nikdy nevznikly, opět naživu. Princi nezbývá nic jiného, než vezíra znovu porazit.

## Souboje
Souboje jsou podobné jako v předchozím díle prince (bojová komba, různé zbraně). Novinkou je možnost tzv. rychlého zabití, kdy princ pomocí několika rychlých a přesně mířených úderů umí zabít nepřítele, aniž by vzbudil pozornost okolí.

## Princovo druhé já
K princovi v tomto příběhu začalo promlouvat jeho druhé temné já. Neprojevuje se pouze jeho sarkastickými poznámkami, ale v určitých částech hry se ve své druhé já přemění. Tento temný princ má k dispozici ostrý řetěz, který mu jednak usnadní souboje a dále mu pomůže zdolat některé pasti. Temnému princi ale neustále ubývá zdraví a doplnit ho může pouze nějaký písek. Zpátky do své podoby se princ vrátí při dotyku s vodou.